# ダブル立直
ダブル立直（ダブルリーチ）とは、麻雀における役のひとつ。親は配牌、子は第1ツモで聴牌し、第1打で立直した場合、通常の1翻ではなく2翻となる。ただし、第1打の前に副露や暗槓が入ると、第1打での立直宣言でもダブル立直にならず、通常の立直となる。
二重立直、W立直、両立直とも表記される。いずれも読みは「ダブルリーチ」で、略してダブリーと言う場合が多い。関西では「リーチリーチ」を略してリーリーと呼ばれる場合もある。

## 概要
親の配牌または子の第1ツモの時点での聴牌は稀であり、あまり頻繁に見られる役ではない。
（例）   第一ツモ   打牌
上例のように、第1打牌前の時点で両門待ちであれば、多くの場合、迷わずダブル立直をかけることになる。
しかし、下例のように、待ち牌が少なく手作りをしたほうが高得点を狙える場合など、局面や期待値によってはダブル立直を避ける選択肢もある。
（例）   第一ツモ   ドラ表示牌
かのいずれかの単騎待ちで聴牌を取れる牌姿だが、どちらも既に（ドラ表示牌も含めて）2枚ずつ使っており充分形とは言い難い。とりあえずの単騎に取り、両門以上の待ちに変化することを見込んで、あえてダブリーをかけない戦略を取ることは十分に考えうる。を残すならドラの引きに対応でき、を残すならツモでタンヤオ確定の三門張、ツモで高目一盃口の両門待ちになる。暗刻のまわりを引けば、高目三色の変則三門張にもなる。をツモ切ってテンパイ取らずとする手もあるが、その場合は三色になる牌を引いた時に一手遅れになる。
天和・地和のチャンスを逃した結果ダブル立直となる場合もある。開始時の13枚配牌時点で聴牌となる時点で確率は4人打ちの場合、親が1433分の1、子が12319分の1であり、そこから和了牌を引いて天和・地和となる確率は更に低く天和の場合で約33万分の1である。

## 初巡の途中流局とダブルリーチが同時に発生した場合
チー・ポン・カンのない純粋な初巡に、例えば南家がダブルリーチを掛け、そのあとに西家あるいは北家が九種九牌を宣言した場合、九種九牌が優先されて流局となる。すなわち、ダブルリーチが掛かっていても途中流局が優先される。
四風連打についても同様である。例えば、東家が南を切り、南家が南を切ってダブルリーチ、そのあと西家と北家も南を切った場合、ダブルリーチと四風連打が同時に成立しているが、四風連打が優先されて流局となる。ダブリーをかけた者の出したリーチ棒は供託となる。
そのあと親の連荘になるか親流れになるかは連荘#流局と連荘に関わる細目ルールの採用状況を参照。

## 歴史
戦前のアルシーアル麻雀のルールでは、現在のダブル立直に当たるものは単に「立直」と呼ばれていた。この時代、立直は配牌の時点でしか宣言できず、現在の立直に当たる役は存在しなかった。ところが、戦後に局の途中でもテンパイを宣言できる「途中リーチ」のルールが考案され、これが現在の立直として爆発的に広まると、「立直」という語は初巡リーチではなく途中リーチのほうを指すようになった。この途中リーチと区別するため、もともとの立直は「ダブル立直」と呼ばれるようになった。名称については、途中リーチの2倍で2翻とすることからダブル立直になったという説と、本来のリーチと途中リーチが重なった役であることからダブル立直になったという説がある。